# Ерік Пфайфер
Ерік Пфайфер (нім. Erik Pfeifer; 22 січня 1987, Асбест, Свердловська область, Російська РФСР) — німецький професійний боксер, призер чемпіонатів світу серед аматорів.

## Аматорська кар'єра
Ерік Пфайфер є російським німцем, що народився в СРСР і 1994 року разом із сім'єю емігрував до Німеччини, де і розпочав займатися боксом. 2008 року вперше став чемпіоном Німеччини.
На чемпіонаті світу 2009 програв у другому бою Чжан Чжілею (Китай).
На чемпіонаті світу 2011 завоював бронзову медаль.
- В 1/16 фіналу переміг Патріка Брзеського (Польща) — 30-9
- В 1/8 фіналу переміг Романа Капітоненко (Україна) — 22-14
- В чвертьфіналі переміг Віктора Зуєва (Білорусь) — 18-15
- В півфіналі програв Ентоні Джошуа (Англія) — RSCI 1

На Олімпійських іграх 2012 програв у першому бою Івану Дичко (Казахстан) — 4-14.
На чемпіонаті Європи 2013 програв у першому бою Сергію Кузьміну (Росія). На чемпіонаті світу 2013 завоював бронзову медаль.
- В 1/16 фіналу переміг Олексія Заватіна (Молдова) — TKO 3
- В 1/8 фіналу переміг Міхая Ністора (Румунія) — 3-0
- В чвертьфіналі переміг Єгора Плевако (Україна) — 3-0
- В півфіналі програв Івану Дичко (Казахстан) — 0-3

У сезонах 2012—2013 та 2013—2014 Ерік Пфайфер входив до складу команди German Eagles в боксерській лізі World Series Boxing (WSB).
У жовтні 2014 року під егідою Міжнародної асоціації боксу стартував проєкт APB Pro boxing. Ерік Пфайфер брав участь у двох сезонах проєкту. У січні 2015 року, здобувши перемоги над Ахмедом Саміром (США), майбутнім олімпійським чемпіоном Тоні Йока (Франція), Міхаєм Ністором (Румунія) та Мохамедом Арджауї (Марокко), став першим чемпіоном проєкту.
На Олімпійських іграх 2016 програв у першому бою Клейтону Лорент (Американські Віргінські Острови) — 1-2.

## Професіональна кар'єра
2018 року Ерік Пфайфер дебютував на професійному рингу. Провів сім боїв, в яких здобув шість перемог і зазнав однієї поразки.